# Pink Lady (muziekgroep)
Pink Lady (ピンク・レディー Pinku Redi) is een Japanse muziekgroep bestaande uit Keiko Masuda (beter bekend als Kei, geboren op 2 september 1957), en Mitsuyo Nemoto (beter bekend als Mie, geboren op 9 maart 1958).
Ze scoorden in Japan in de late jaren 70 negen achtereenvolgende nummer 1 hits, waarvan er vijf meer dan één miljoen exemplaren verkochten. Zij waren uiterst populair in hun thuisland, en waren een van de eerste Japanse vrouwelijke artiesten die zich vertoonden in minirokjes, en er suggestieve en baanbrekende choreografieën op na hielden. In Amerika zijn zij bekend vanwege hun kortstondige variétéprogramma Pink Lady & Jeff, dat destijds werd uitgezonden door de NBC, en hun Engelstalige hit Kiss in the Dark, die de 37ste positie behaalde op de Billboard Hot 100 in het najaar van 1979. Deze prestatie maakt Pink Lady één van slechts twee Japanse acts (de andere is Kyu Sakamoto) die ooit in de hitlijsten van Amerika hebben gestaan.
Pink Lady heeft in Japan meer dan 40 miljoen singles en 25 miljoen albums verkocht in vier-en-een-half jaar tijd. Daarnaast hebben ze ongeveer 35 miljoen omgezet met tv-optredens en productsponsoring.

## Biografie
Het duo debuteerde in 1976, nadat ze het Japanse programma "Star Tanjou" (vergelijkbaar met Idols) hadden gewonnen, met de single "Pepper Keibu" (Inspecteur Pepper); geschreven door de gerenommeerde Japanse liedjesschrijver Yu Aku. Het nummer behaalde plaats 4 in de Oriconhitlijsten. Het duo won er het prestigieuze "Beste Nieuwkomer Van Het Jaar Award" mee op het jaarlijkse Japan Record Awards.
De volgende single, getiteld "S.O.S.", behaalde als de eerste van 9 achtereenvolgende singles de nummer 1-positie. Vijf van deze singles verkochten meer dan één miljoen, waarvan de single "UFO" het het beste deed met meer dan 1,95 miljoen exemplaren.
Vanwege een schandaal in het begin van 1979, bleek de single "Chameleon Army" hun laatste nummer 1-hit. De verkoopcijfers in Japan begonnen daarna langzaam te kelderen. Zij vertrokken naar Amerika in de hoop door te breken als internationale sterren. Een Engelstalig discoalbum werd opgenomen en uitgegeven in 1979. Één single werd uitgebracht, "Kiss in the Dark". Deze single behaalde de 37ste positie op de Billboard Hot 100, en de 19e positie in Japan. Nadat hun variétéprogramma in Amerika niet aansloeg vertrokken zij terug naar Japan. In 1981 besloten de dames ermee te stoppen. Beiden gingen solo, en hadden relatief succesvolle carrières.
Vanaf 1984 herenigde het duo zich van tijd tot tijd. In 2010 kondigde de groep haar comeback aan met een nieuw album, fotoboek en tour.

## Discografie

### Top 10-singles (Japan)
| Nr. | Titel                                    | Jaar/Hoogste positie |
| --- | ---------------------------------------- | -------------------- |
| 1   | Pepper Keibu (ペッパー警部) Debuutsingle | 1976 (nr. 4)         |
| 2   | S.O.S. (-)                               | 1976 (nr. 1)         |
| 3   | Carmen '77 (カルメン'77)                 | 1977 (nr. 1)         |
| 4   | Nagisa no Sinbad (渚のシンドバッド)      | 1977 (nr. 1)         |
| 5   | Wanted (-)                               | 1977 (nr. 1)         |
| 6   | UFO (-)                                  | 1977 (nr. 1)         |
| 7   | Southpaw (-)                             | 1978 (nr. 1)         |
| 8   | Monster (-)'                             | 1978 (nr. 1)         |
| 9   | Toumei Ningen (透明人間)                 | 1978 (nr. 1)         |
| 10  | Chameleon Army (-)                       | 1978 (nr. 1)         |
| 11  | Zipangu (ジパング)                       | 1979 (nr. 4)         |
| 12  | Pink Typhoon (-)                         | 1979 (nr. 6)         |
| 13  | Nami Nori Pirates (波乗りパイレーツ)     | 1979 (nr. 4)         |

## Voetnoten
1. ↑  Pink Lady's profiel pagina op de officiële Oricon website. Geraadpleegd op 15 september 2012.
2. 1 2  Billboard Magazine ,September 1980. Geraadpleegd op 15 september 2012.
3. ↑  Cooper, Kim (2001). Bubblegum Music is the Naked Truth. Feral House, p. 179.
4. ↑  Billboard Magazine, December 1979. Geraadpleegd op 15 september 2012.
5. 1 2  Billboard Magazine, Juni 1979. Geraadpleegd op 15 september 2012.
6. ↑  Lijst van alle nummer één hits op de Oricon hitlijst. Gearchiveerd op 9 september 2007. Geraadpleegd op 13 oktober 2008.
7. ↑  (ja) Oricon's bestverkopende singles van 1978-1980. Geraadpleegd op 25 oktober 2011.
8. 1 2  Schilling, Mark (1997). The Encyclopedia of Japanese pop culture. Weatherhill.
9. ↑  http://www.tokyograph.com/news/id-6567

- Gemeinsame Normdatei: 10284592-X
- Library of Congress Control Number: no98026585
- MusicBrainz: b7d7530d-1102-4c76-b179-cbe091c34fa0
- Virtual International Authority File: 264142600